# NCS-rijtuigen voor de Zuiderzeestoomtram
In 1908 opende de Nederlandsche Centraal-Spoorweg-Maatschappij (NCS) een stoomtramlijn van Nunspeet via Elburg en Kamperstraatweg naar Hattem (NCS), naar de ligging langs de Zuiderzee ook wel Zuiderzeestoomtram genoemd. Voor deze stoomtramlijn werd nieuw materieel aangeschaft, waarvan de rijtuigen hoofdzakelijk door de firma's De Groot en Van der Zypen & Charlier werden geleverd.
In 1914 werd een zijtak van de Kamperstraatweg via de Zande naar Kampen Zuid geopend, waarvoor Allan Rotterdam het benodigde materieel leverde. Van dit door Allan geleverde materieel zijn twee exemplaren bewaard gebleven.

## Rijtuig B 1
In 1903 bestelde de NCS bij de fabrieken Hohenzollern in Düsseldorf (machine-installatie en onderstel) en Waggonfabrik Herbrand in Köln-Deutz (bovenbouw) een vuurloos stoomtramrijtuig met het nummer 6 voor de paardentramlijn tussen Utrecht (stad) en Zeist. Tot 1908 is er veel met dit stoomrijtuig geëxperimenteerd, echter met matig succes. Het stoomrijtuig is nimmer in de reizigersdienst ingezet. In 1908 werd het onderstel van een nieuwe ketel en een nieuwe bovenbouw voorzien. De oude bovenbouw werd op een tweeassig rijtuigonderstel geplaatst, waarna dit rijtuig als B 1 in dienst kwam op de Zuiderzeestoomtramlijn tussen Nunspeet en Hattem. In 1909 werd het rijtuig verkocht aan de Nederlandsche Buurtspoorweg-Maatschappij (NBM) waar het als rijtuig 42 heeft dienstgedaan op de tramlijn Utrecht – Zeist. Nadat deze tramlijn in 1949 werd opgeheven ging het rijtuig naar het Nederlands Tram Museum in Weert, maar werd later toch gesloopt.
| NCS nummer | Bouwjaar | Fabrikant | NCS nummer (1908) | NBM nummer (1909) | Afvoer | Bijzonderheden |
| ---------- | -------- | --------- | ----------------- | ----------------- | ------ | -------------- |
| 6          | 1903     | Herbrand  | B 1               | 42                | 1949   |                |

## Rijtuigen BC 1-6

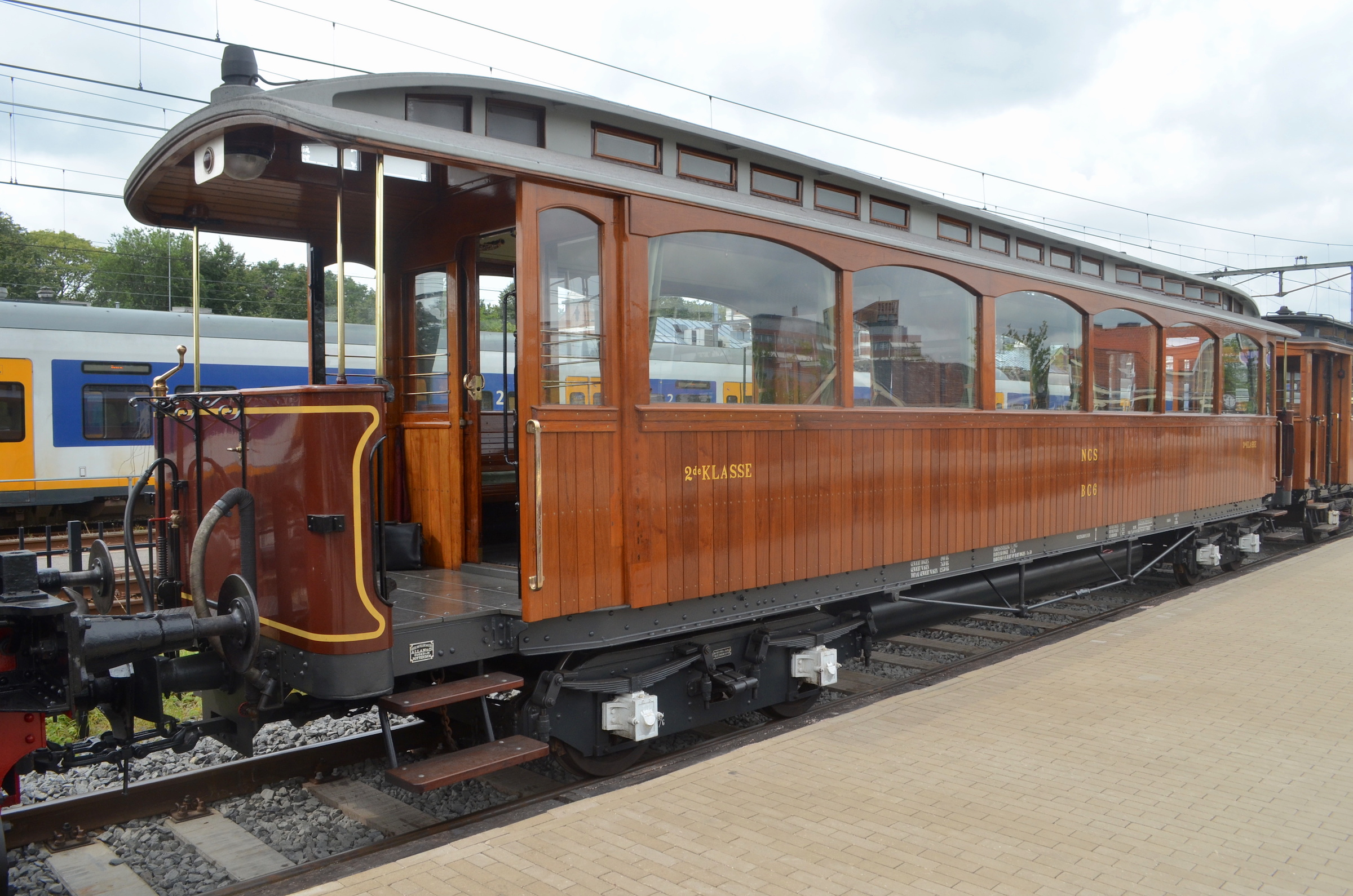
Rijtuig NCS BC 6 bij de Stoomtram Hoorn-Medemblik te Hoorn; 18 juli 2023.

In 1908 stelde de NCS voor de exploitatie op de Zuiderzeestoomtram vier vierassige rijtuigen met eerste en tweede klas in dienst met de nummers BC 1-4, gebouwd door de firma De Groot. De rijtuigen waren uiterlijk verwant aan de rijtuigen die in de voorgaande jaren in dienst waren gesteld bij de Gooische Stoomtram (22-25) en de tramlijn Geldrop - Helmond (17-24). Voor de opening van zijtak naar Kampen Zuid werden in 1914 nog twee rijtuigen BC 5-6 door Allan Rotterdam geleverd. Na de overname van de NCS in 1919 door de Maatschappij tot Exploitatie van Staatsspoorwegen (SS), werden deze rijtuigen in BCt 211-216 vernummerd. Na de fusie van de SS met de Hollandsche IJzeren Spoorweg-Maatschappij (HSM) tot Nederlandse Spoorwegen (NS) in 1921 behielden deze rijtuigen deze nummers. Na de sluiting van de Zuiderzeestoomtramlijnen in 1931 werden de rijtuigen overgeplaatst naar de tramlijn Kwadijk – Edam – Volendam. Nadat ook deze lijn in 1933 voor reizigersvervoer werd gesloten werden drie rijtuigen verkocht aan de Gooische Tramweg-Maatschappij (GoTM), waar de BCt 215 als 19, de BCt 211 als 20 en de BCt 216 als 21 in 1934 in dienst werden gesteld. De andere drie rijtuigen (BCt 212-214) werden in 1931 gesloopt. Na de inkrimping van GoTM in 1939 keerden de drie rijtuigen terug naar de NS, die ze vervolgens in 1940 overdeed aan de Noord-Zuid-Hollandsche Stoomtramweg-Maatschappij (NZHTM). Bij de NZHTM werden de rijtuigen, genummerd als B24-B26, gebruikt als bijwagen achter de elektrische motorwagens serie A600 op de tramlijn Haarlem - Leiden. Met de opheffing van deze verbinding in 1949 werden de rijtuigen doorgeschoven naar de verbinding Scheveningen – Den Haag – Leiden – Katwijk / Noordwijk. De B24 en B25 werden hierbij voorzien van gesloten balkons. Bij de B26 werd deze verbouwing niet uitgevoerd, in 1950 werd de B26 buiten dienst gesteld en als magazijnwagen in Leiden gebruikt. Na de opheffing van de NZHTM in 1961 werden de B24 en B25 werden in 1961 gesloopt. De B26 werd van dusdanige historische waarde bevonden dat deze aan de Nederlandse Vereniging van Belangstellenden in het Spoor- en tramwegwezen (NVBS) werd geschonken. Het rijtuig werd ondergebracht in de loods te Hoorn, die sinds 1968 onderdak biedt aan de Stoomtram Hoorn-Medemblik. In 1965 schonk de NVBS het rijtuig aan de kort daarvoor opgerichte Tramweg-Stichting, die het rijtuig tussen 1965 en 1971 liet restaureren in de staat van de GoTM (1934-1939). In 1972 werd het rijtuig als GoTM 21 bij de Museumstoomtram Hoorn – Medemblik (SHM) in gebruik genomen in historische museumtrams tussen Hoorn en Medemblik. Na bijna een halve eeuw trouwe dienst bij de stoomtram onderging het rijtuig GoTM 21 tussen 2019 en 2022 een nieuwe restauratie waarbij het werd teruggebracht in NCS-staat (1915-1931) met het nummer BC 6. Op 19 mei 2022 werd het in deze staat in dienst gesteld.
| NCS nummer | Bouwjaar | Fabrikant | NS nummer | GoTM nummer (1934) | NZHTM nummer (1940) | Afvoer | Bijzonderheden |
| ---------- | -------- | --------- | --------- | ------------------ | ------------------- | ------ | --- |
| BC 1       | 1908     | De Groot  | BCt 211   | 20                 | B25                 | 1961   | |
| BC 2       | 1908     | De Groot  | BCt 212   | -                  | -                   | 1931   | |
| BC 3       | 1908     | De Groot  | BCt 213   | -                  | -                   | 1931   | |
| BC 4       | 1908     | De Groot  | BCt 214   | -                  | -                   | 1931   | |
| BC 5       | 1915     | Allan     | BCt 215   | 19                 | B24                 | 1961   | |
| BC 6       | 1915     | Allan     | BCt 216   | 21                 | B26                 | 1950   | Vanaf 1961 bewaard als museumtram. Sinds 1972 in dienst bij de SHM als GoTM 21; na restauratie vanaf 2022 in dienst als rijtuig NCS BC 6. |

## Rijtuigen 31-35 -> C 1-5
Voor de derdeklasreizigers stelde de NCS in 1908 vijf tweeassige door Van der Zypen & Charlier gebouwde ex-open rijtuigen 31-35 als C 1-5 in dienst. Deze rijtuigen waren in 1902 gebouwd om als aanhangrijtuig te dienen voor stoommotorrijtuigen tussen Utrecht en Zeist, maar dat was geen succes.  In 1913 werd de C 5 verbouwd tot tweede klas en kreeg het nummer B 1'. De C 3 en 4 volgden in 1915 als B 1" en B 2. In dat laatste jaar werd de B 1' verlengd en gedeeltelijk voorzien van tweede klas en als BC 10 in gebruik genomen. Bij de SS, later NS, kregen de rijtuigen de NS-nummers Ct 201-202, Bt 201-202 en BCt 201. In 1923 werden de rijtuigen verkocht aan de NBM, waar ze met de nummers 70-74 op de tramlijn Utrecht - Zeist werden ingezet. Een viertal hiervan is in 1943 door de Duitsers weggevoerd naar Beuthen (sinds 1945 Bytom), waar ze tot in de jaren 1980 hebben dienstgedaan. De 74 is in 1949 in Nederland gesloopt.
| NCS nummer | Bouwjaar | Fabrikant                | NCS verbouwing          | NS nummer | NBM nummer | Afvoer | Bijzonderheden |
| ---------- | -------- | ------------------------ | ----------------------- | --------- | ---------- | ------ | -------------- |
| C 1        | 1908     | Van der Zypen & Charlier | -                       | Ct 201    | ?          | ?      |                |
| C 2        | 1908     | Van der Zypen & Charlier | -                       | Ct 202    | ?          | ?      |                |
| C 3        | 1908     | Van der Zypen & Charlier | 1915: B 1"              | Bt 201    | ?          | ?      |                |
| C 4        | 1908     | Van der Zypen & Charlier | 1915: B 2               | Bt 202    | ?          | ?      |                |
| C 5        | 1908     | Van der Zypen & Charlier | 1913: B 1', 1915: BC 10 | BCt 201   | 74         | 1949   |                |

## Rijtuigen C 6-8
Naast de vijf tweeassige derdeklasrijtuigen, bouwde Van der Zypen & Charlier in 1908 ook drie vierassige derdeklasrijtuigen voor de Zuiderzeetramlijnen van de NCS. Zij waren van hetzelfde type als de Rijtuigen BC 1-6.
Bij de SS, later NS, werden deze rijtuigen in Ct 211-213 vernummerd. Na de sluiting van de Zuiderzeestoomtramlijnen in 1931 werden de rijtuigen overgeplaatst naar de tramlijn Kwadijk – Edam – Volendam. Nadat ook deze lijn in 1933 voor reizigersvervoer werd gesloten werden drie rijtuigen verkocht aan de Gooische Tramweg-Maatschappij (GoTM), waar ze als 16-18 in 1934 in dienst werden gesteld. Na de inkrimping van GoTM in 1939 keerden de drie rijtuigen terug naar de NS, die ze vervolgens in 1940 overdeed aan de Noord-Zuid-Hollandsche Stoomtramweg-Maatschappij (NZHTM). Bij de NZHTM werden de rijtuigen, genummerd als B21-B23, gebruikt als bijwagen achter de elektrische motorwagens serie A600 op de tramlijn Haarlem - Leiden. Met de opheffing van deze verbinding in 1949 werden de rijtuigen doorgeschoven naar de verbinding Scheveningen – Den Haag – Leiden – Katwijk / Noordwijk. De B21-B23 werden hierbij voorzien van gesloten balkons. Na de opheffing van de NZHTM in 1961 werden de rijtuigen gesloopt.
| NCS nummer | Bouwjaar | Fabrikant                | NS nummer | GoTM nummer (1934) | NZHTM nummer (1940) | Afvoer | Bijzonderheden |
| ---------- | -------- | ------------------------ | --------- | ------------------ | ------------------- | ------ | -------------- |
| C 6        | 1908     | Van der Zypen & Charlier | Ct 211    | 16                 | B21                 | 1961   |                |
| C 7        | 1908     | Van der Zypen & Charlier | Ct 212    | 17                 | B22                 | 1961   |                |
| C 8        | 1908     | Van der Zypen & Charlier | Ct 213    | 18                 | B23                 | 1961   |                |

## Postbagagewagens LD 1-6
In 1908 stelde de NCS voor de exploitatie op de Zuiderzeestoomtramlijn vier tweeassige lokaalspoorpostbagagewagens in dienst met de nummers LD 1-4, gebouwd door de firma De Groot. Met de opening van de zijtak van Kamperstraatweg naar Kampen Zuid in 1914 volgden nog twee postbagagewagens LD 5-6, gebouwd door Allan. In de jaren 1920 werden deze postbagagewagens in de NS-nummering opgenomen als PDt 201-206.
Met de sluiting van de Zuiderzeestoomtramlijnen in 1931 werd een deel van het materieel, waaronder in ieder geval de PDt 205, overgeplaatst naar de tramlijn Kwadijk – Edam – Volendam. Nadat ook deze lijn in 1933 voor reizigersvervoer werd gesloten werd het materieel afgevoerd en verkocht voor sloop. Niet al het materieel kwam uiteindelijk op de sloop terecht. Enkele exemplaren wisten aan de sloper te ontkomen door gebruik als tuinhuis of schuur.
In 2004 werd bij een boerderij in Middelie de wagenbak van de voormalige NCS LD 5 ontdekt. Deze werd vervolgens verworven door de Museumstoomtram Hoorn – Medemblik en werd en in afwachting tot herstel in Hoorn is opgeborgen.
| NCS nummer | Bouwjaar | Fabrikant | NS nummer (1924) | Bijzonderheden                           |
| ---------- | -------- | --------- | ---------------- | ---------------------------------------- |
| LD 1       | 1908     | De Groot  | PDt 201          |                                          |
| LD 2       | 1908     | De Groot  | PDt 202          |                                          |
| LD 3       | 1908     | De Groot  | PDt 203          |                                          |
| LD 4       | 1908     | De Groot  | PDt 204          |                                          |
| LD 5       | 1914     | Allan     | PDt 205          | Sinds 2004 bewaard door de SHM als LD 5. |
| LD 6       | 1914     | Allan     | PDt 206          |                                          |